# فوکر ۱۰۰
فوکر ۱۰۰ (به انگلیسی: Fokker 100) یک هواپیمای مسافربری ساخت شرکت فوکر در کشور هلند است. این هواپیما از سال ۱۹۸۸ روانه بازار شد. این هواپیماها از روی مدل قدیمی‌تر فوکر اف ۲۸ ساخته شدند.

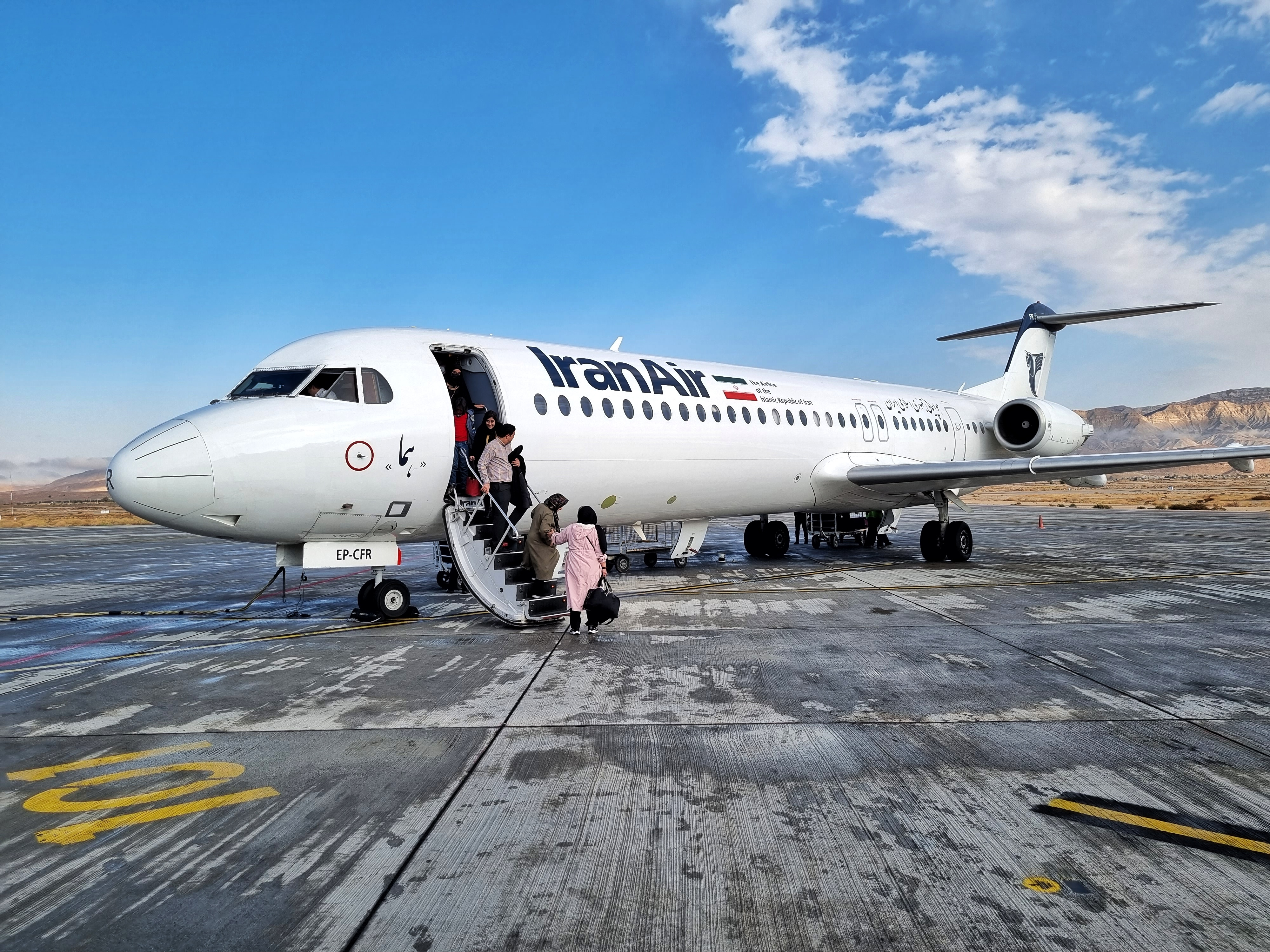
فوکر ۱۰۰ ایران‌ایر در فرودگاه لار - ۱۴۰۱

در آغاز این هواپیما توانست بازار هواپیماهای مسافربر کوچک را تسخیر کند اما با ورود بوئینگ ۷۳۷ و ایرباس آ-۳۱۸ و ایرباس آ-۳۱۹ به این بازار نتوانست به رقابت ادامه دهد و از سال ۱۹۹۷ دیگر ساخته نمی‌شود. در مجموع ۲۸۳ فروند از این هواپیما ساخته شد. بعد از اعمال تحریم‌ها این هواپیماها، بیشترین تعداد هواگردهای زمین‌گیرشده در ایران را به موجب کمبود قطعات یدکی، شامل شد و انگلستان از ارائه سرویس به این هواپیماها، خودداری کرد.

## بهره برداران ایرانی فوکر ۱۰۰

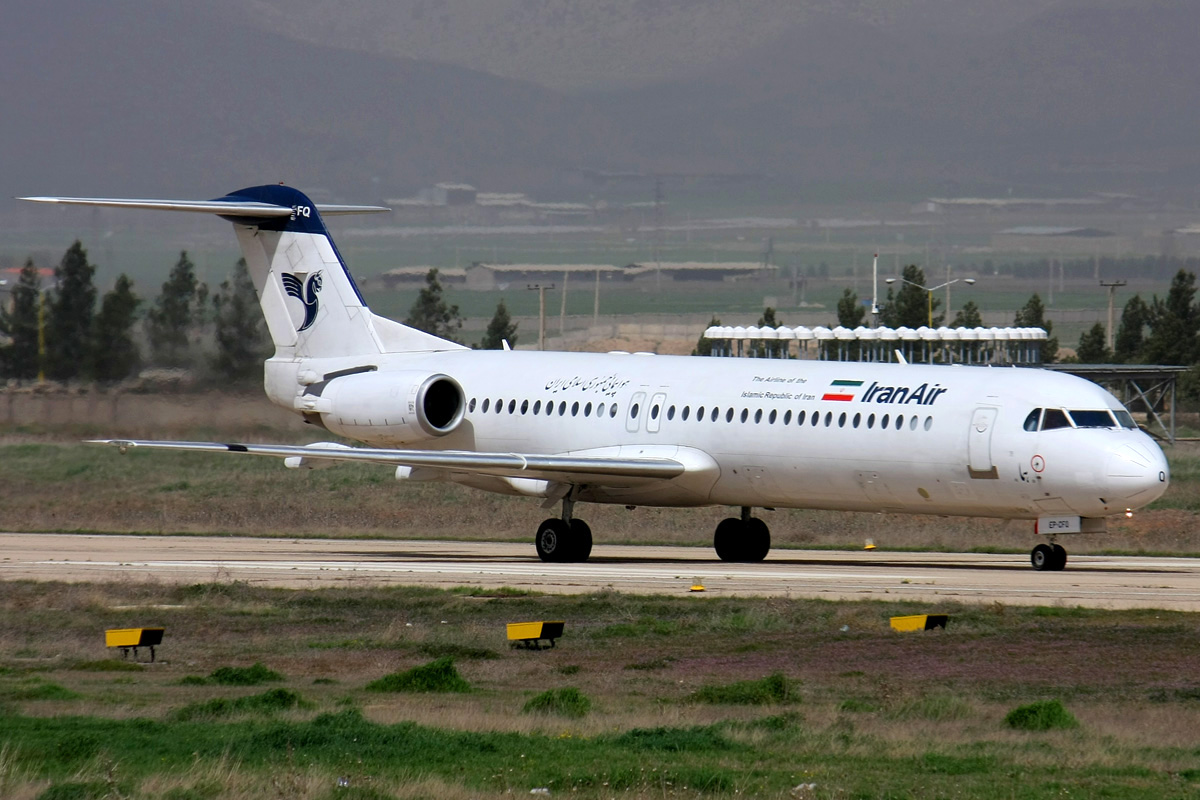
فوکر ۱۰۰ ایران ایر در فرودگاه خرم‌آباد

ایران ایر
هواپیمایی آسمان
هواپیمایی کارون
هواپیمایی کیش
هواپیمایی قشم

## مشخصات
فوکر ۱۰۰ دارای دو موتور توربوفن در دو سوی انتهای بدنه‌است.
- فاصله نوک دو بال: ۲۸٫۱ متر
- طول: ۳۵٫۵ متر
- ارتفاع: ۸٫۵ متر
- ظرفیت مسافر: ۱۰۹ نفر
- بیشینه سرعت: ۸۱۶ کیلومتر بر ساعت
- محدوده پرواز: ۱۵۵۰ کیلومتر

|                   | Fokker 100 Tay 620                               | Fokker 100 Tay 650                               |
| ----------------- | ------------------------------------------------ | ------------------------------------------------ |
| ظرفیت کابین خلبان | ۲                                                | ۲                                                |
| گنجایش            | ۱۲۲ (درجه ۱، حداکثر) ۱۰۷ (درجه ۱) ۹۷ (درجه ۲)    | ۱۲۲ (درجه ۱، حداکثر) ۱۰۷ (درجه ۱) ۹۷ (درجه ۲)    |
| طول               | ۳۵٫۵۳ متر (۱۱۶ فوت ۷ اینچ)                       | ۳۵٫۵۳ متر (۱۱۶ فوت ۷ اینچ)                       |
| طول بال‌ها         | ۲۸٫۰۸ متر (۹۲ فوت ۲ اینچ)                        | ۲۸٫۰۸ متر (۹۲ فوت ۲ اینچ)                        |
| وزن خالی          | ۲۴٬۳۷۵ کیلوگرم (۵۳٬۷۳۸ پوند)                     | ۲۴٬۵۴۱ کیلوگرم (۵۴٬۱۰۴ پوند)                     |
| بیشینه وزن برخاست | ۴۳٬۰۹۰ کیلوگرم (۹۵٬۰۰۰ پوند)                     | ۴۵٬۸۱۰ کیلوگرم (۱۰۰٬۹۹۰ پوند)                    |
| بیشینه وزن بار    | ۱۱٬۲۴۲ کیلوگرم (۲۴٬۷۸۴ پوند)                     | ۱۱٬۹۹۳ کیلوگرم (۲۶٬۴۴۰ پوند)                     |
| بیشینه سرعت       | ۸۴۵ کیلومتر بر ساعت (۵۲۵ مایل، ۴۵۶ kn)، ماخ ۰٫۷۷ | ۸۴۵ کیلومتر بر ساعت (۵۲۵ مایل، ۴۵۶ kn)، ماخ ۰٫۷۷ |
| بیشینه وزن برخاست | ۴٬۹۸۸ فوت (۱٬۵۲۰ متر)                            | ۵٬۳۱۹ فوت (۱٬۶۲۱ متر)                            |
| ظرفیت مخزن سوخت   | ۱۳۳۶۵ L                                          | ۱۳۳۶۵ L                                          |
| سقف پرواز         | ۳۵٬۰۰۰ فوت (۱۱٬۰۰۰ متر)                          | ۳۵٬۰۰۰ فوت (۱۱٬۰۰۰ متر)                          |
| نیروی پیشران (2x) | Rolls-Royce Tay Mk 620-15 (توربوفن)              | Rolls-Royce Tay Mk 650-15                        |
| حد اطمینان موتور  | 13,850 (61.6 kN)                                 | 15,100 (67.2 kN)                                 |

## مدل‌ها
- Fokker 100 مدل استاندارد مسافربری.
- Fokker 100EJ دارای مخزن سوخت جانبی.